# Kuittinen
Kuittinen (en carélien : Kuittine, en finnois : Kuittinen, en russe : Ку́йтежа, Kouïteja) est une municipalité rurale du raïon d'Olonets en république de Carélie.

## Géographie
La commune de Kuittinen est située au bord de la rivière Mäkriänjoki, à 19 kilomètres à l'est d'Olonets.
La municipalité de Kuittinen a une superficie de 350 km2.
Kuittinen est bordée au sud par Mäkriä du raïon d'Olonets, à l'ouest par Olonets et Kovera, au nord par Kotkatjärvi et à l'est par Kuujärvi et l'oblast de Léningrad.
Environ 87,3 % de la superficie de Kuittinen est forestière, 6,4 % est une réserve naturelle, 2,9 % est une terre agricole et 1,9 % est de l'eau.
Kuittinen est traversé par les rivières Alavoisenjoki, Mäkriänjoki (Megrega) et Ulvanka,.

## Démographie
Recensements (*) ou estimations de la population
| 2009 | 2010 | 2013 | - |
| ---- | ---- | ---- | - |
| 729  | 586  | 576  | - |